# Кампос
Кампоси, (порт. campos — рівнина) — своєрідні тропічні й субтропічні степові екосистеми Південної Америки, у першу чергу Бразилії, Уругваю й Парагваю. У минулому були покриті густою трав'янистою рослинністю, нині в основному розорані, зайняті під скотарство (велика рогата худоба, вівці) і монокультурне рослинництво (соя, тютюн, кукурудза, цукровий очерет, виноград, фрукти).Оскільки кампоси розташовані в південній півкулі, їх сезони зворотні північним регіонам, що ставить місцевих експортерів сільськогосподарської продукції в досить вигідне становище, оскільки вони постачають в північну півкулю продукти в зимовий і весняний час. На крайньому півдні Аргентини (регіон  Патагонія) кампоси відрізняються вкрай суворими, вітряними й малосніжними зимами та придатні тільки для осередкової вівчарства.
Розрізняють кампоси:...
a) з рідких невисоких дерев (до 3-х м заввишки) та кущів — кампос серрадос
b) з низькорослих кущів та дерев, що ростуть окремо або невеличкими групами — кампос сужос та
c) трав'янисто-злакові кампоси без дерев — кампос лімпос
Поширення — штати Мату-Гросу, Мату-Гросу-ду-Сул, Гояс и Токантінс. Компоси простягаються вузькою смугою від р. Сан-Франсіску майже до узбережжя Атлантики.
Кампос серрадос зустрічається на півдні Мату-Гросу та на заході Мату-Гросу-ду-Сул.
Кампос лімпос ростуть далі на захід, в Мату-Гросу та Пантаналі.
Кампос сужос зустрічається на більш сухих та легких ґрунтах